# The Shade
Pour plus de détails, voir Fiche technique et Distribution.
The Shade est le premier long métrage réalisé par Raphaël Nadjari en 1999. Il est l'adaptation de la nouvelle La Douce de Fedor Dostoievski (1876). La nouvelle avait déjà été adaptée par Robert Bresson dans Une femme douce (1969).

## Synopsis
Simon (Richard Edson), un prêteur sur gages de Spanish Harlem à Manhattan, est assis dans son appartement. Dans la chambre voisine, le cadavre de sa femme est étendu sur leur lit. Prostré sur sa chaise, il revoit l'année qui vient de s'écouler: il voit entrer un jour une femme, Anna (Lorie Marino), qui veut lui vendre divers objets. Peu à peu, il s'intéresse à cette femme, et lui propose le mariage. Elle accepte. Elle emménage chez lui, et histoire de fêter l'événement, dépense beaucoup d'argent, ce qu'il supporte. Il l'engage dans son commerce, mais elle ne parvient pas à exercer ce métier comme il l'entend. Elle reste donc dans l'appartement. Un jour, tandis qu'elle croit son mari endormi, elle pointe son revolver sur lui, ce qu'il voit, mais il feint de continuer à dormir. Elle ne tire finalement pas. Mais à partir de ce jour, elle lui échappe, et va sombrer dans une sorte de folie. Il lui propose de partir en Europe, comme elle l'a toujours désiré, mais le temps pour lui d'aller jusqu'à son magasin avant de partir, elle se tue.

## Fiche technique
- Titre original : The Shade
- Réalisation et scénario : Raphaël Nadjari
- Directeur de la photographie : Laurent Brunet
- Musique: John Surman
- Son : Griffin Richardson
- Décors : Sean Foley, Caroline Helain
- Langue originale : anglais
- Montage : Tom Donadue
- Producteur : Tom Donadue, Francesca Feder et Geoffroy Grison.
- Pays de production:  France -  États-Unis
- Genre : drame
- Durée : 83 minutes
- Date de sortie en salles : 
  - France : 1er mars 2000 au cinéma

Ce film marque le début de la collaboration de Raphaël Nadjari avec Laurent Brunet, qui le suivra dans tous ses films:  I Am Josh Polonski's Brother, 2001 ; Apartment #5C, 2002 : Avanim, 2004 ; Tehilim, 2007. Le même lien s'installe avec ses producteurs.

## Distribution
- Richard Edson : Simon
- Lorie Marino : Anna
- Barbara Haas : la mère
- Jeff Ware : Moser
- Jacob Lavin : le neveu

Le prénom « Anna » est sans doute un hommage à la précédente adaptation par Robert Bresson, qui avait baptisé de ce prénom la Elle de la nouvelle de Dostoievski.
Ce film marque le début de la collaboration de Raphaël Nadjari avec Richard Edson, qui le suivra dans les deux autres films new-yorkais : I Am Josh Polonski's Brother, 2001 ; Apartment #5C, 2002. Ces trois films forment un ensemble que l'on a souvent qualifiée de "trilogie new-yorkaise".

## Distinctions
- Sélection officielle à Cannes / Un Certain Regard 1999.
- Sélection au Festival du cinéma américain de Deauville 1999.
- Primé au festival du film de Bergame, en Italie 1999.